# Delbana
Delbana (произносится дельба́на) — швейцарская компания по производству часов.

## История
Компания была основана в 1933 году в Гренхене (Швейцария) иммигрантом из Сан-Марино Голиардо Делла Бальдой (итал. Goliardo Della Balda), который переехал в этот город со своей семьёй в 1920-х годах. Название происходит от имени основателя (Della Balda). В 50-е годы XX века основным рынком для Delbana были страны Южной Америки. В то же время одним из основных рынков сбыта были страны Восточной Европы (в основном Польша). В 2002 году компания Delbana объединилась с компанией Delma Watch Ltd в единую группу компаний.
Delbana принадлежит Федерации швейцарской часовой промышленности. В настоящее время президентами компании являются Даниэль Кесслер и Фред Лейбундгут (Delma Watch Ltd).

## В популярной культуре
- Упоминаются в сборнике рассказов «Чемодан» Сергея Довлатова как «дельбаны с крестом».